# 阿马林
阿马林（Ajmaline，商品名也称为Gilurytmal、Ritmos或Aritmina ）是一种生物碱 ，是Ia类抗心律失常药。 它通常用于诱导疑似患有布鲁格达氏综合征的患者的心律失常性收缩。 患有布鲁格达氏综合征的个体将更容易受到药物的致心律失常作用的影响，并且这可以在心电图上观察到ST段抬高 。 
该化合物首先由Salimuzzaman Siddiqui于1931年从蛇根木的根中分离出来。他将其用哈基姆·阿杰马尔·汗，南亚尤那尼医学界最杰出的实践者之一的名字命名为ajmaline。  在萝芙木属的大多数物种和长春花中都可以找到阿马林。  除东南亚外，在印度、非洲、南美洲和一些海洋岛屿的热带地区也发现了萝芙木属物种。在萝芙木中发现的其他吲哚生物碱包括利血平、阿吗碱、蛇碱、柯楠次碱和育亨宾 。 在催吐萝芙木中发现了86种生物碱，阿马林主要是从植物的茎皮和根中分离出来的。 
由于阿马林的低生物利用度，开发了一种称为普拉马林（商品名为Neo-gilurythmal）的半合成丙基衍生物，其衍生出与其前体相似的效果，但具有更好的生物利用度和吸收性。 

## 作用机制

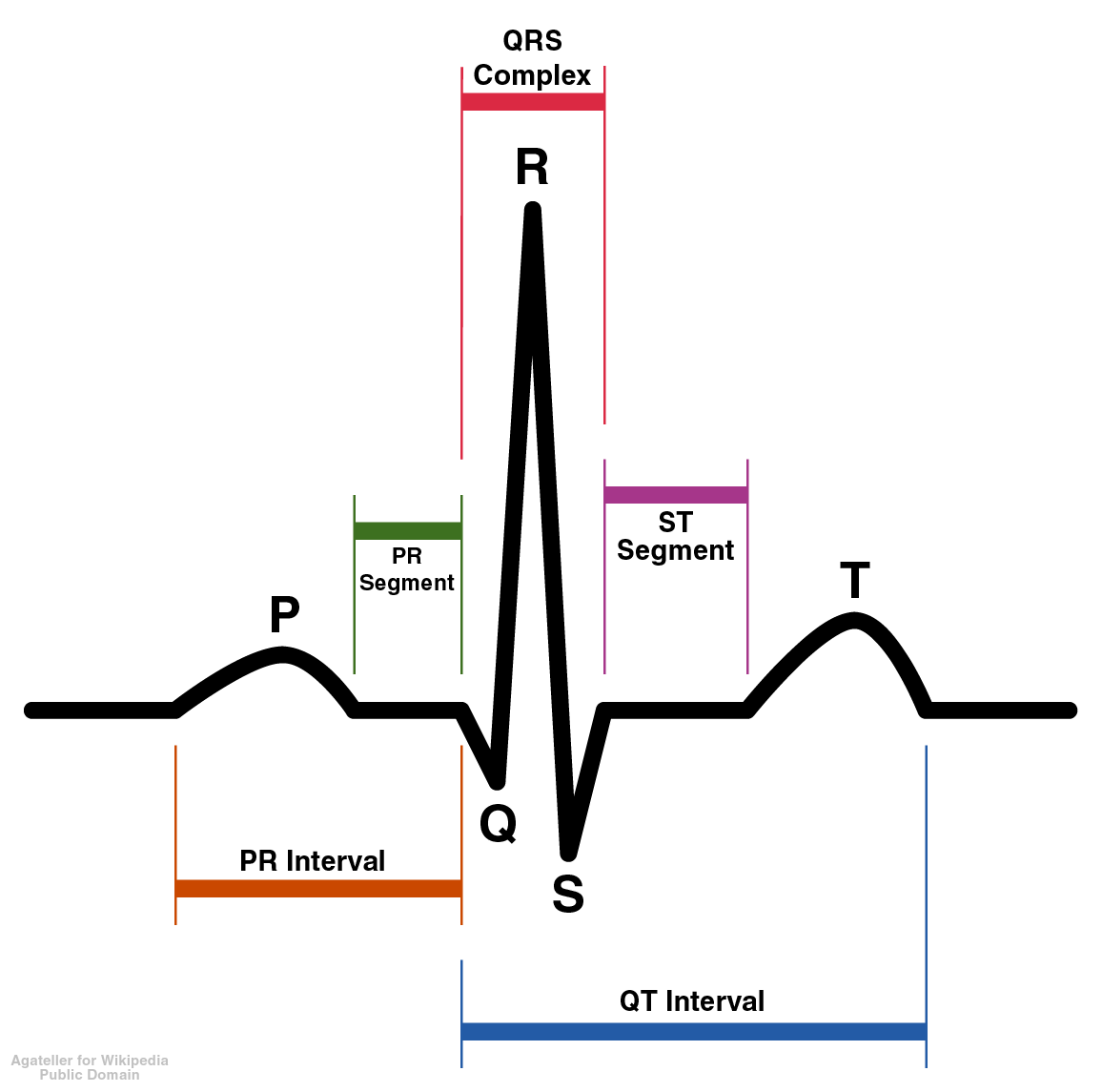
在心电图上看到的人类心脏正常窦性心律的示意图。

一开始，阿马林被发现可通过阻断钠离子通道来延长心脏的不应期但也有人注意到它也能够干扰hERG （人类醚去相关基因）钾离子通道。 在这两种情况下，阿马林都会导致动作电位变长，并最终导致心动过缓。当阿马林可逆地阻断hERG时，复极化发生得更慢，因为由于较少的未阻塞通道导致钾更难排出，因此使RS间隔更长。 阿马林还延长了QR间期，因为它也可以作为钠通道阻滞剂，因此在第一种情况下使膜需要更长的时间去极化。在这两种情况下，阿马林都会使动作电位变得更长。较慢的去极化或复极化导致QT间期延长（不应期），因此需要更多的时间使膜电位低于阈值水平，从而可以重新激发动作电位。即使存在另一种刺激，在完全复极化之前也不会再发生动作电位。阿马林导致动作电位延长，因此减慢导电肌细胞的激活，最终减缓心脏跳动。 

## 布鲁格达氏综合征的诊断

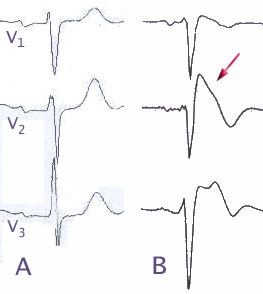
（A）心前导联中的正常心电图图案，（B）布鲁格达氏综合征的变化。 箭头表示特征性升高的ST段。

布鲁格达氏综合征是一种遗传性疾病，导致心脏肌细胞的钠离子通道（基因SCN5A）发生突变。  布鲁格达氏综合征可导致心室颤动并可能导致死亡。这是年轻人，健康人群突然意外心脏病死亡的主要原因。虽然可以定期看到心电图上布鲁格达氏综合征的特征模式，但通常仅由于未知的触发因素或在被特定药物攻击后自发地看到异常模式。阿马林用于静脉内检测布鲁格达氏综合征，因为它们都会影响钠离子通道。  在阿马林诱导的患者中，心电图将显示ST段异常升高到基线以上的综合征的特征模式。由于阿马林挑战可能引起的并发症，专业护士应该执行管理并在附近安装紧急除颤器。 